# Liste der Monuments historiques in Tourteron
Die Liste der Monuments historiques in Tourteron führt die Monuments historiques in der französischen Gemeinde Tourteron auf.

## Liste der Immobilien
| Bezeichnung     | Beschreibung                                   | Standort                  | Kennzeichnung | Schutzstatus | Datum | Bild           |
| --------------- | ---------------------------------------------- | ------------------------- | ------------- | ------------ | ----- | -------------- |
| Wegekreuz (1)   | aus dem 17. Jahrhundert                        | Place de la Mairie (Lage) | PA00078534    | Inscrit      | 1972  |                |
| Wegekreuz (2)   | auch Croix Saint-Roch; aus dem 17. Jahrhundert | Rue des Vignes (Lage)     | PA00078534    | Inscrit      | 1972  |                |
| Wegekreuz (3)   | aus dem 17. Jahrhundert                        | Rue des Pommes (Lage)     | PA00078534    | Inscrit      | 1972  |                |
| Kirche St-Brice | aus dem 13. Jahrhundert                        | Rue de l’Église (Lage)    | PA00078535    | Classé       | 1913  | weitere Bilder |

## Liste der Objekte
| Bezeichnung                 | Beschreibung                   | Standort                      | Kennzeichnung | Schutzstatus | Datum | Bild |
| --------------------------- | ------------------------------ | ----------------------------- | ------------- | ------------ | ----- | ---- |
| Skulptur Madonna mit Kind   | Holz, 14. Jahrhundert          | in der Kirche St-Brice (Lage) | PM08000570    | Classé       | 1958  |      |
| Skulptur Heiliger Crispinus | Holz, 17. oder 18. Jahrhundert | in der Kirche St-Brice (Lage) | PM08000571    | Classé       | 1958  |      |